# Red Lobster
Red Lobster est une chaîne américaine de restaurants spécialisés dans les plats à base de homard et de fruits de mer.

## Histoire
Le premier restaurant Red Lobster est ouvert le 18 janvier 1968 à Lakeland en Floride par Bill Darden et Charley Woodsby,. La date souvent citée de mars 1968 est basée sur l'incorporation, le 27 mars 1968, de Red Lobster Inns of America, Inc. (maintenant GMRI, Inc.) dans le bureau du secrétaire d'État de Floride[Quoi ?].
Initialement présenté comme un « port pour les amateurs de fruits de mer », le premier restaurant est suivi de quatre autres dans le sud-est des États-Unis. En 1970, General Mills acquiert Red Lobster en tant que société de cinq unités[pas clair]. Avec un nouveau support[C'est-à-dire ?], la chaîne se développe rapidement dans les années 1980.[réf. nécessaire]
La chaîne pénètre le marché canadien dans les années 1980 dans de nombreux cas en achetant des restaurants Ponderosa (en). À l'heure actuelle[Quand ?], Red Lobster possède entre 25 et 30 emplacements au Canada, la majeure partie dans les grands centres urbains de l'Ontario et un plus petit nombre dans les grands centres urbains des trois provinces des Prairies. Red Lobster se retire du marché québécois en septembre 1997 en raison de pertes financières sans avoir tenté d'intégrer celui de la Colombie-Britannique.
En 1995, Red Lobster (avec Olive Garden et d'autres chaînes sœurs) devient une partie[pas clair] de Darden Restaurants, Inc. Pendant ce temps, General Mills décide de lancer Darden en une société indépendante[pas clair] cotée en bourse.
En mai 2024, Red Lobster dépose une demande de mise en faillite (chapitre 11).